# Lotus 88
O modelo 88 seria o modelo da Lotus da temporada de 1981 da Fórmula 1. Condutores: Elio de Angelis e Nigel Mansell.
O 88 foi impedido nos GPs: Oeste dos Estados Unidos, Brasil e Argentina, porque as escuderias rivais consideraram irregular com o argumento que violava o regulamento técnico da entidade, pois possuía chassi duplo.
Em 23 de abril de 1981, o Tribunal de Apelação da FIA decretou que o chassi 88 é ilegal. A entidade acatou os argumentos das equipes adversárias da Lotus, já aceitos antes das três primeiras provas citadas acima; a carroceria, com uma suspensão independente do chassis, torna-se uma "estrutura aerodinâmica móvel", o que é completamente proibido desde o regulamento anterior, que vetou os aerofólios móveis. Além disso, como a carroceria é rebaixada em movimento, as laterais ficam rentes ao solo, criando efeito semelhante ao provocado pelas abolidas minissaias. Se tivesse aprovado, essa seria a última "cartada" de Colin Chapman para tentar revolucionar a Fórmula 1 antes de sua morte (em dezembro de 1982), nunca pôde ser efetivamente testado.

## Resultados[1]
(legenda) 
|      |    |                      |    |                 |     |     |     |       |     |     |     |     |     |     |     |     |     |     |     |     |   |  |  |
|      |    |                      |    |                 | USW | BRA | ARG | SMR   | BEL | MON | ESP | FRA | GBR | GER | AUT | NED | ITA | CAN | LVS |     |   |  |  |
| 1981 | 88 | Ford Cosworth DFV V8 | 11 | Elio de Angelis |     |     |     | EXC M |     |     |     |     |     |     |     |     |     |     |     | -12 | - |  |  |
| 1981 | 88 | Ford Cosworth DFV V8 | 12 | Nigel Mansell   |     |     |     | EXC M |     |     |     |     |     |     |     |     |     |     |     | -12 | - |  |  |

↑1  De Angelis e Mansell pilotaram o modelo 81B do GP do Oeste dos Estados Unidos até o GP da Bélgica marcando 9 pontos.
↑2  De Angelis e Mansell pilotaram o 87 do GP de Mônaco até o GP de Las Vegas marcando 13 pontos.